# Абдаллах II ібн аль-Мамун
Абдаллах II ібн аль-Мамун (араб. عبد الله الواثق; д/н — 1623) — султан Марокко з династії Саадитів в 1609—1610 і 1613—1623 роках.

## Життєпис

### Боротьба за владу
Син Мухаммада III. Перші згадки про нього відносяться до початку боротьби в Марокко у 1604 році. 1605 року очолив військо, з яким виступив проти стрийка Абу Фаріс Абдаллаха, султана в Марракеші. 1606 року завдав поразки супротивникові в битві під Акельміном на рівнині Мардж-аль-Рамад. Невдовзі Абдаллах зайняв Марракеш, де за оповідними знущався на сановниками діда Ахмада I. також порушував ісламські закони, зокрема зловживав вином.
1607 року Абдаллах виявився неготовим до раптового нападу іншого стрийка — Зідана, який знищив більшу частину війська Абдаллаха, який ледве врятувався, після чого втік до Фесу. У груднні того ж року Абдаллах з новим військом виступив проти зідана, якому завдав поразки у битві при Ваді Тефельфельт. За цим біля Рас-аль-Айн (неподалік від Марракешу) Абдаллах завдав супротивникові нової поразки. Було захоплено Марракеш. Втім репресії Абдаллах проти місцевих мешканців збурили населення. 1608 року його знову було розбито. 1608 року він втік до Фесу. Невдовзі загін Мухаммада III, з яким той прибув до Марракешу, перейшов на бік Зідана.

### Султан
1609 року оголошений султаном в Фесі. Невдовзі почав новий похід на Марракеш, але у битві на річці Бу-Регрег Абдаллах зазнав тяжкої поразки. Невдовзі втратив Фес, відступивши до Ель-Ксар-ель-Кебіру, де з'єднався з батьком і стрийком Абу Фарісом. Але невдовзі їм завдав поразки Мустафа-паша, намісник Зідана у Фесі. Батько Абдаллах вті кдо Іспанії, а він сам з Абу Фарісом відступив до плато Бану-Варцин. 10 липня 1609 року завдав поразки у битві біля Фесу Мустафі-паши, що загинув. після цього Абдаллах зайняв Фес. Невдовзі за підозрою у змові проти себе наказав задушити стрийка Абу Фаріса.
У березні 1610 року батько Абдаллаха висадився на березі Ер-Рифу. Водночас влітку до Фесу прибув султан Зідан. Населення Фесу виступило проти Абдаллаху, невдовши здавши місто Зідану. В свою чергу Абдаллах отримав допомогу від батька і у битві біля Рас-Альма завдав поразки Зідану, який відступив з Фесу, а потім поверннувся до Марракешу. За цим передав владу батькові.
У 1611 і 1612 роках Абдаллах очолював походи для придушення повстань, які підбурювали шейхи племен і суфії. В великими труднощами йому вдалося придушити заворушення в Фесі 1612 року. У серпні 1613 року після вбивства батька марабутом оголошений новим султаном.
Абдаллах II невдовзі виявив, що практично не контролює Фес, де отаборилися декількох груп вояків й знаті. Їх боротьба призвела у 1614 році до голоду в місті. 1614 року скориставшись складнощами султана, іспанці захопили порт Аль_мамура.
У 1617 році владу в Фесі захопили марабути, яких підтримало берберське плем'я лемтунів. Проте 1618 року султан завдав поразки марабутам і лемтунам, звільнивши Фес. за цим до 1619 року очистив від розбійників навколишні землі.
Невдовзі його брат Мухаммад оголосив себе султаном в регіоні Хабт (північний захід держави). У липні 1619 року Абдаллах II зазнав поразки від брата й втратив Фес. Але вже у серпні того ж року в битві біля Мекнесу переміг Мухаммада, повернувшись до Фесу. До 1620 року остаточного переміг того, а потім приборкав інші заворушення.
У 1621—1622 роках намагався зміцнити владу на півночі. Втім у 1623 році проти нього повстали в Тетуані й Мексені. У жовтні того ж року Абдаллах помер від ускладнень алкоголізму. Йому спадкував син Абд аль-Малік.